# ريتشارد دالي
ريتشارد دالي (بالإنجليزية: Richard Michael Daley) (و. 1942 – م) هو سياسي من الولايات المتحدة الأمريكية ولد في شيكاغو.
تولى منصب سيناتور ولاية إلينوي (1972–1980) .

## التعليم
تعلم في جامعة دي بول.

## روابط خارجية
- ريتشارد دالي على موقع IMDb (الإنجليزية)
- ريتشارد دالي على موقع الموسوعة البريطانية (الإنجليزية)
- ريتشارد دالي على موقع مونزينجر (الألمانية)
- ريتشارد دالي على موقع إن إن دي بي (الإنجليزية)
- ريتشارد دالي على موقع قاعدة بيانات الفيلم (الإنجليزية)